# Pochválovská stráň
Pochválovská stráň je národní přírodní rezervace ve Středočeském kraji, severně od města Rakovník v blízkosti obcí Pochvalov a Smilovice. Důvodem ochrany jsou přirozená společenstva slínovcových výchozů s výskytem medvědice lékařské a zimostrázku alpského a dále přirozené teplomilné doubravy, křoviny a suťové lesy.

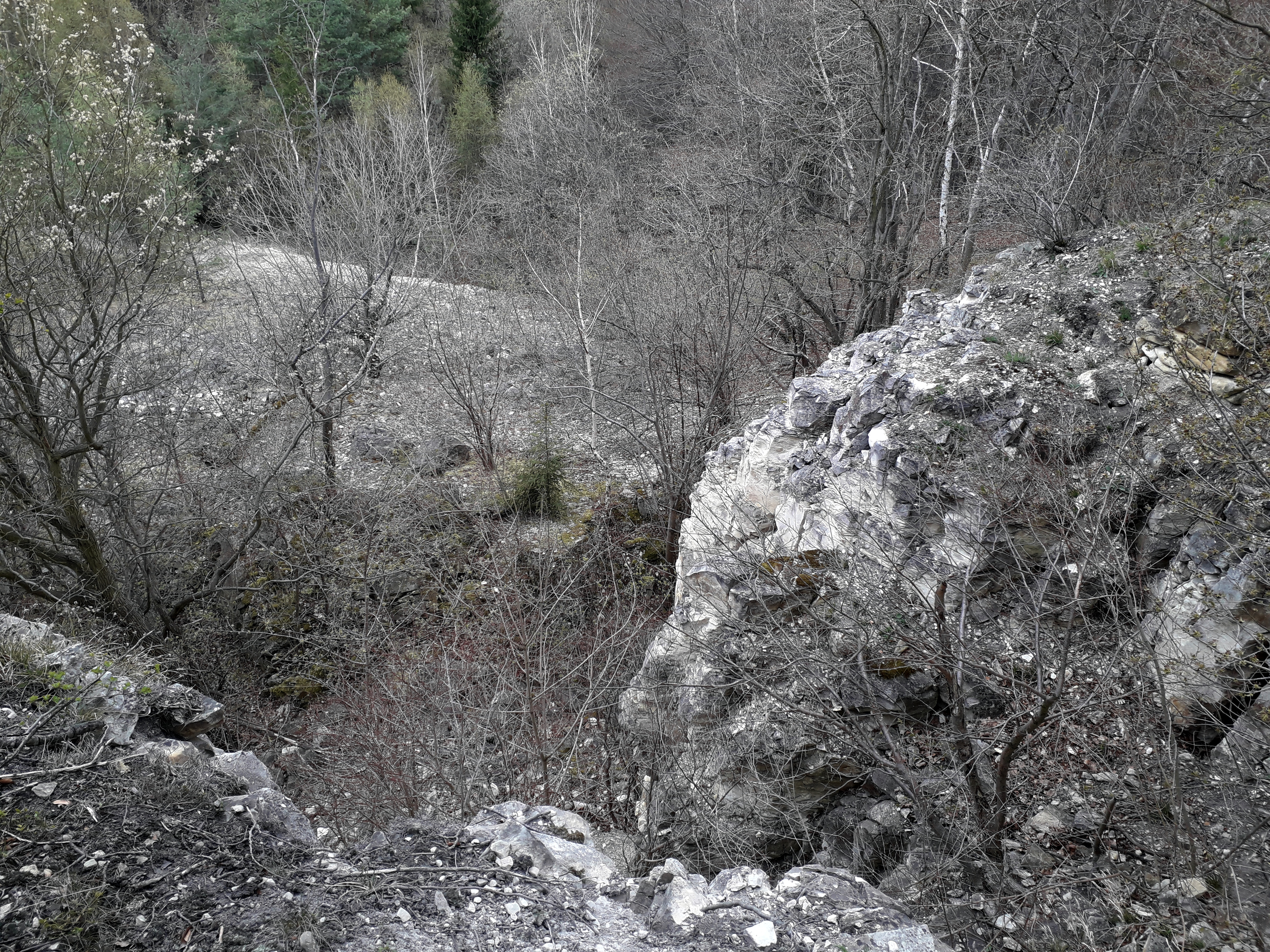
Skalní výchozy v rezervaci
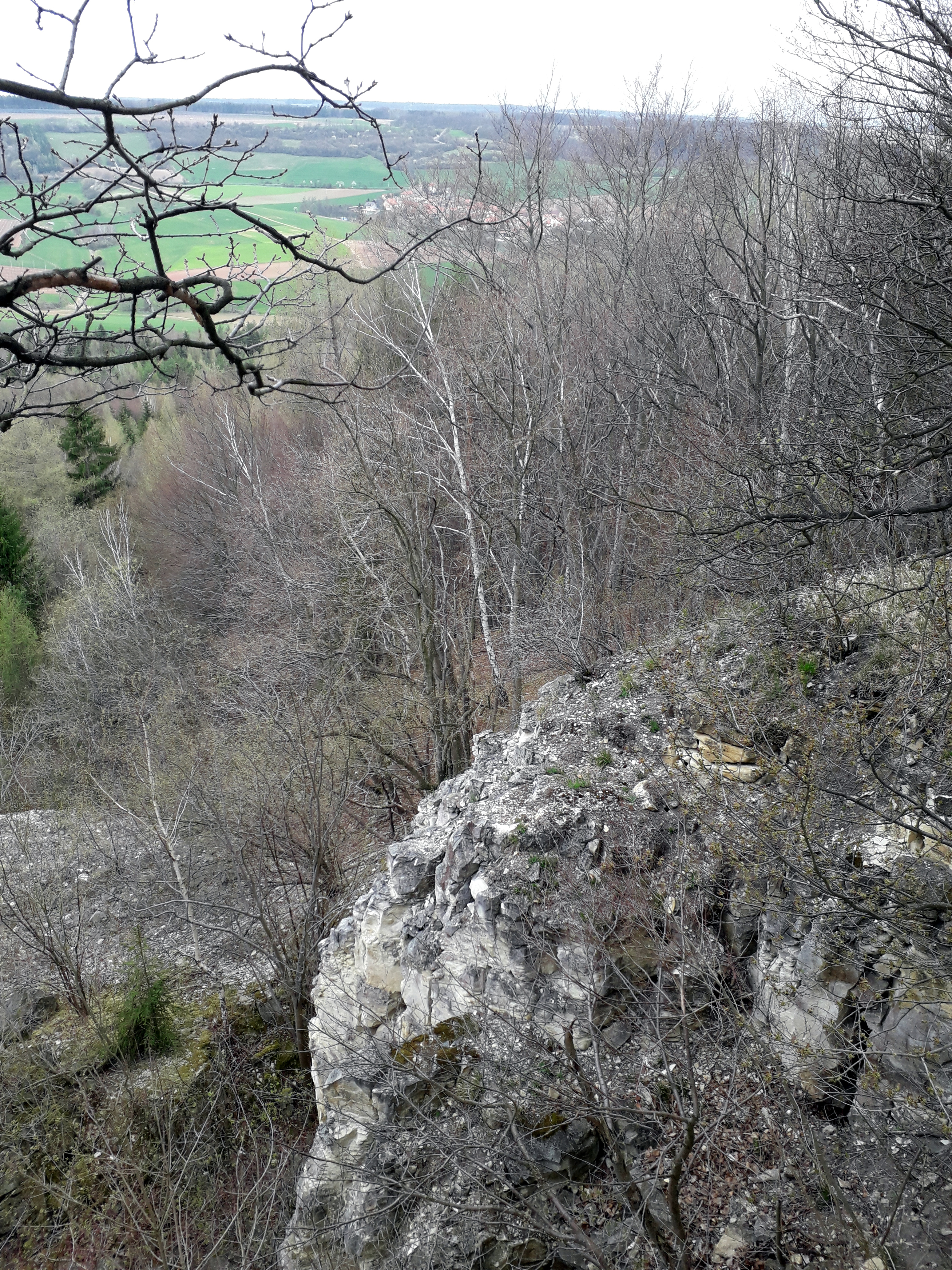
Skalní výchozy v rezervaci
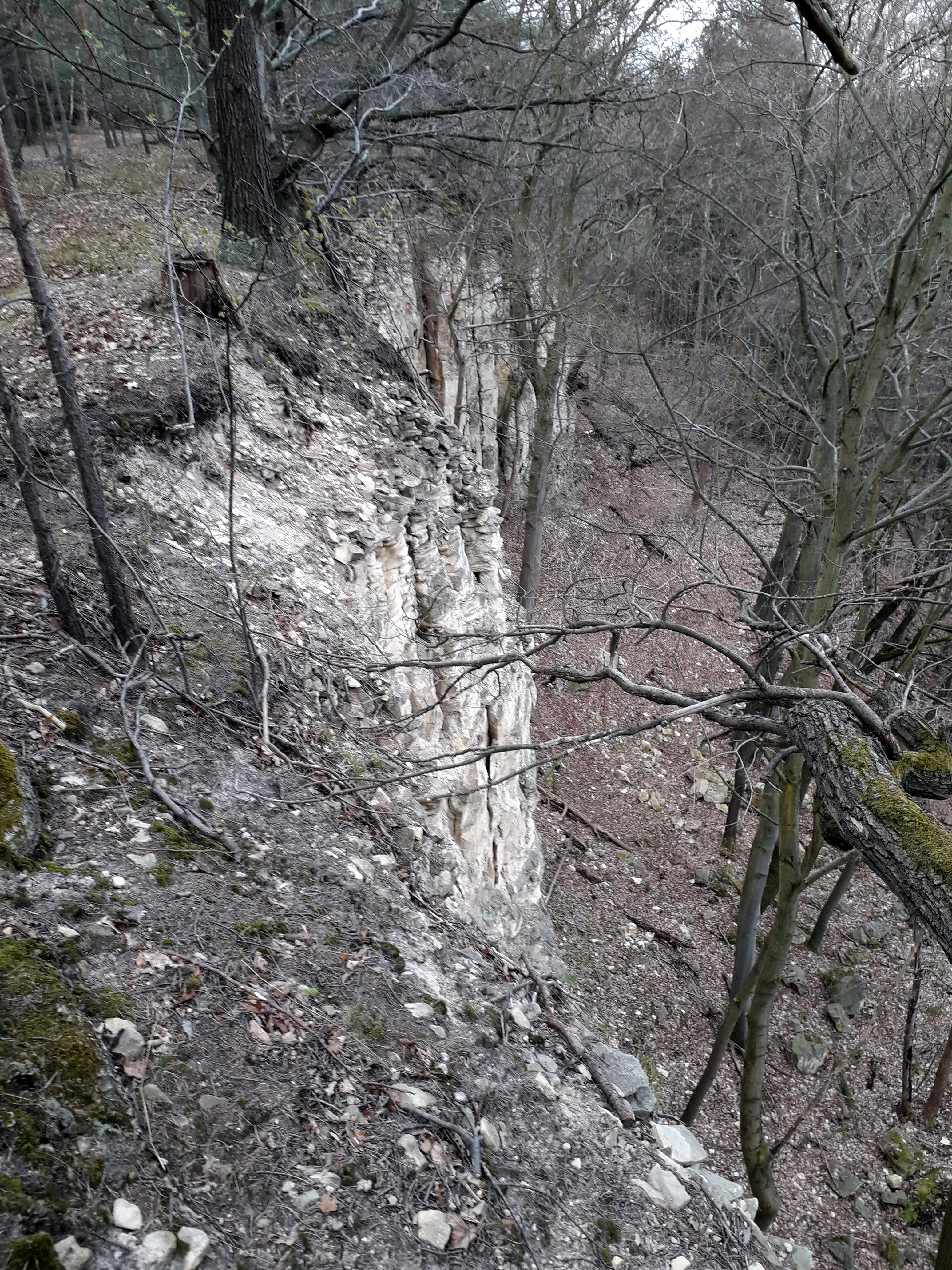
Skalní výchozy v rezervaci